# DJ 보보
DJ 보보(DJ BoBo, 본명: 페터 르네 치피리아노 바우만(Peter René Cipiriano Baumann), 1968년 1월 5일 ~ )는 스위스의 싱어송라이터, 래퍼, 댄서, 음악 프로듀서이다.
이탈리아인 아버지와 스위스인 어머니 사이에서 태어났다. 어린 시절에는 베이커리에서 일했지만 음악에 심취한 뒤부터 음악가의 길을 걷게 되었고 1985년부터 디스크 자키로 활동하기 시작했다. 유로비전 송 콘테스트 2007에서 스위스 대표로 참가했다. 월드 뮤직 어워드에서는 음반이 가장 많이 팔린 스위스 출신 아티스트라는 기록을 남겼다. 2006년 10월에는 유엔 세계 식량 계획 홍보대사로 임명되기도 했다.

## 음반

### 정규 음반
- 《Dance with Me》 (1993년)
- 《There Is a Party》 (1994년)
- 《World in Motion》 (1996년)
- 《Magic》 (1998년)
- 《Level 6》 (1999년)
- 《Planet Colors》 (2001년)
- 《Visions》 (2003년)
- 《Pirates of Dance》 (2005년)
- 《Vampires》 (2007년)
- 《Fantasy》 (2010년)
- 《Dancing Las Vegas》 (2011년)
- 《Circus》 (2014년)
- 《Mystorial》 (2017년)

### 컴필레이션 음반
- 《Just for You》 (1995년)
- 《Celebration》 (2002년)
- 《Chihuahua - The Album》 (2003년)
- 《Greatest Hits》 (2006년)
- 《Olé Olé - The Party》 (2008년)
- 《Best Of》 (2014년)
- 《25 Years - Greatest Hits》 (2017년)

### 싱글
- 《Somebody Dance with Me》 (1992년)
- 《Keep On Dancing!》 (1993년)
- 《Take Control》 (1993년)
- 《Everybody》 (1994년)
- 《Let the Dream Come True》 (1994년)
- 《Love Is all Around》 (1995년)
- 《There Is a Party》 (1995년)
- 《Freedom》 (1995년)
- 《Love Is the Price》 (1996년)
- 《Pray》 (1996년)
- 《Respect Yourself》 (1996년)
- 《It's My Life》 (1997년)
- 《Shadows of the Night》 (1997년)
- 《Where Is Your Love》 (1998년)
- 《Around the World》 (1998년)
- 《Celebrate》 (1998년)
- 《Together》 (1999년)
- 《Lies》 (1999년)
- 《What a Feeling》 (2001년)
- 《Hard to Say I'm Sorry》 (2001년)
- 《Colors of Life》 (2001년)
- 《Celebration》 (2002년)
- 《I Believe》 (2003년)
- 《Chihuahua》 (2003년)
- 《So Wonderful》 (2003년)
- 《Pirates of Dance》 (2005년)
- 《Amazing Life》 (2005년)
- 《Secrets of Love》 (2006년)
- 《Vampires Are Alive》 (2007년)
- 《We Gotta Hold On》 (2007년)
- 《Because of You》 (2007년)
- 《Olé Olé》 (2008년)
- 《Superstar》 (2010년)
- 《Everybody's Gonna Dance》 (2011년)
- 《La Vida Es》 (2012년)
- 《Somebody Dance with Me 2013》 (2013년)
- 《Take Control》 (2013년)
- 《Everybody》 (2013년)
- 《Lost Without the Music》 (2014년)